# Baume de Fontbrégoua
La Baume de Fontbrégoua est une grotte préhistorique située à Salernes, dans le département du Var en France. Le site a été occupé du Paléolithique supérieur au Néolithique. Il comporte l'une des plus importantes stratigraphies préhistoriques du Sud de la France. L'analyse des amas d'ossements retrouvés dans des couches datées du Néolithique atteste d'une pratique du cannibalisme.
Le site fait l'objet d'une inscription au titre des monuments historiques par arrêté du 3 janvier 2020.

## La Grotte
La grotte ouvre sur le flanc est d'un petit vallon affluent de la vallée de Bresque. Elle a été creusée dans des calcaires dolomitiques du Jurassique Elle a été découverte en 1948 par un passionné de Préhistoire, André Taxil, pharmacien à Salernes puis fouillée par Jean Courtin entre 1971 et 1992. Elle se divise en trois parties distinctes que les fouilleurs ont appelé le porche, la salle principale et la salle inférieure. Les trois espaces ont livré du matériel archéologique : outillages lithiques et osseux, céramique, parure, céréales carbonisées, restes d'animaux et restes humains.

## Stratigraphie
La stratigraphie de la grotte est l'une des plus importantes du Midi de la France. Elle s'étage sur 11 m d'épaisseur, dont 4 m de couches à céramiques, et correspond à neuf niveaux préhistoriques s'étendant du Paléolithique supérieur au Néolithique.
L'occupation au Paléolithique final a été découverte par sondage et datée de 9 250 av. J.-C. L'Épipaléolithique et le Mésolithique (7 620 à 5 650 av. J.-C.) sont représentés par une industrie hypermicrolithique, la pratique de la petite chasse et de la cueillette de légumineuses (vesces, gesses, jarosses). 
Au Néolithique, la grotte est occupée de manière discontinue, probablement de façon saisonnière. Au Néolithique ancien (4 350 à 3 740 av. J.-C.), la pratique de la chasse et celle de l'élevage s'équilibrent. Les espèces chassées (grand bœuf, cerf, chevreuil, sanglier, blaireau) côtoient les espèces domestiquées (bœuf, mouton, porc, chien) et les occupants pratiquent déjà l'agriculture (blé, orge, légumineuses). La céramique s'orne de décors à la coquille, d'incisions et d'impressions diverses (peigne, poinçon). 
Au Néolithique moyen, la pratique de la chasse décroît et des animaux d'élevage (chèvres, moutons) sont parqués dans la grotte. La céramique est alors plus lisse, rarement ornée. L'outillage lithique comprend des armatures de flèches foliacées et des bifaces. Le Chasséen récent se caractérise par un outillage lithique laminaire et les animaux consommés sont majoritairement d'origine domestique. Au Chalcolithique la grotte est progressivement abandonnée ; les dernières couches archéologiques renferment une céramique épaisse à cordons lisses et quelques éléments campaniformes de type provençal (décors incisés et estampés).

## Amas d'ossements et cannibalisme
Au Néolithique ancien, la couche archéologique comporte des amas d'ossements regroupés dans treize fosses et cuvettes variant de 0,20 à 1 m de diamètre sur 0,8 à 35 cm de profondeur, d'origine naturelle ou creusées, deux d'entre elles ayant été recouvertes volontairement de pierres et de terre. Les amas sont dispersés dans toutes les parties de la grotte, il n'y avait donc pas d'aire réservée. Seule une fosse pourrait être envisagée comme relevant d'un rite distinctif (fosse no 2), les autres sont des dépotoirs. Certains des dépotoirs ne comportent que des ossements d'animaux et d'autres que des ossements humains. Les fosses à ossements d'animaux correspondent soit uniquement à un type d'animal (fosses nos 1, 9 et 10 ne contiennent que des os de sanglier), soit uniquement à des animaux sauvages (fosse no 3) ou domestiques (fosses nos 2 et 8). Trois cuvettes (dénommées H1, H2 et H3) ne contenaient que des ossements humains. La cuvette H1 renfermait cinq crânes incomplets qui ont pu être reconstitués, les restes de deux autres, six mâchoires et trente-quatre fragments de squelette. L'ensemble correspond au minimum à sept individus (trois adultes et quatre enfants). La cuvette H2 comportait une vingtaine de fragments d'un individu adulte. La cuvette H3 contenait cent trente-quatre fragments d'ossements crâniens correspondant à six individus différents (trois adultes, deux enfants, un individu d'âge indéterminé). 
L'analyse des ossements animaux et humains a démontré qu'à chaque fois, les carcasses ont été dépecées et les ossements traités de manière différenciée mais le schéma de dépeçage était identique qu'il s'agisse d'animaux sauvages ou d'humains : les couteaux de silex ont laissé des stries identiques sur les ossements excepté pour les crânes, ceux des humains comportant des stries parallèles spécifiques. De plus tous les os longs, d'origine animale ou humaine, présentent des bords de fractures très nets : ils ont été brisés pour en extraire la moelle. Les ossements ont à chaque fois fait l'objet d'une décarnisation avant d'être brisés et rejetés. Les fouilleurs ont ainsi émis l'idée que les occupants de la grotte pratiquaient un cannibalisme alimentaire.